# Brykiwśkyj
Brykiwśkyj (ukr. Бриківський) – przystanek kolejowy w miejscowości Sudyłków, w rejonie szepetowskim, w obwodzie chmielnickim, na Ukrainie. Położony jest na linii Koziatyn – Berdyczów – Szepetówka.
Początkowo nosił nazwę Watutine (ukr. Ватутіне). Obecną nazwę przyjęto 27 września 2023.